# 巢湖市第一中学
巢湖市第一中学，简称巢湖一中，是一所位于安徽省巢湖市高级中学，为安徽省示范高中。

## 校史
巢湖一中创建于1911年，时名“巢县官立中学堂”。1947年增设高中部，定名“巢县中学”。1958年，改名为巢县高级中学。1984年更名为巢湖市第一中学，并延用至今。2000年11月被评为安徽省首批省级示范高中。

## 现状
学校现有55个高中班，学生3009名。有教职工242人，其中正高级职称2人，高级职称77人，享受国务院特殊津贴1人，特级教师3人，安徽省教坛新星9人。校园占地259亩。

## 知名校友
- 徐平：中国兵器装备集团董事长
- 张松涛：中国进出口银行纪委书记
- 李峰：宝能汽车常务副总裁
- 黄松涛：有研科技集团有限公司副总经理
- 尹同跃：奇瑞汽车董事长
- 凌云：中共黄山市委书记
- 佘才荣：江淮汽车副总经理
- 叶露中：六安市人民政府市长
- 吴玉程：太原理工大学党委书记